# Camels Hump
Camels Hump är en kulle i Antarktis. Den ligger i Östantarktis. Nya Zeeland gör anspråk på området. Toppen på Camels Hump är 2 320 meter över havet.
Terrängen runt Camels Hump är bergig västerut, men österut är den kuperad. Trakten är obefolkad. Det finns inga samhällen i närheten.